# Пираты Малайзии
«Пираты Малайзии» — третий приключенческий роман из цикла «Пираты Малайзии», созданный в 1895 году самым известным итальянским писателем приключенческих романов Эмилио Сальгари. Действие романа происходит на острове Борнео.

## Сюжет
Пароход «Молодая Индия» держит курс на Саравак, но терпит крушение у берегов Момпрачена. На корабль нападают пираты — хозяева острова.
Сандокан и Янес де Гомера, герои романа «Тигры Момпрачена», возвращаются, чтобы сразиться со старыми врагами в борьбе за справедливость. Тремаль-Найк вновь сталкивается с неудачами — незаслуженно обвинённого его заключили в колониальную тюрьму. Верный слуга Каммамури готовит план освобождения, но попадает в лапы Тиграм Момпрачена. Сандокану и Янесу необходимо направить своих людей против сил белого раджи Джеймса Брука, чтобы освободить остров от гнёта колонизаторов.

## Экранизации
- 1964 — «Пираты Малайзии» режиссёра Умберто Ленци; Италия, Испания, Германия (ФРГ), Франция.